# Liste der Biografien/Vu
Liste der Biografien |
Portal Biografien |
Personensuche
# |
A |
B |
C |
D |
E |
F |
G |
H |
I |
J |
K |
L |
M |
N |
O |
P |
Q |
R |
S |
T |
U |
V |
W |
X |
Y |
Z |
?
 
Va |
Vd |
Ve |
Vh |
Vi |
Vj |
Vl |
Vn |
Vo |
Vr |
Vs |
Vt |
Vu |
Vy
Die Liste der Biografien führt alle Personen auf, die in der deutschsprachigen Wikipedia einen Artikel haben. Dieses ist eine Teilliste mit 403 Einträgen von Personen, deren Namen mit den Buchstaben „Vu“ beginnt.

## Vu
- Vu Dình Hiêu, Thomas (* 1954), vietnamesischer Geistlicher, römisch-katholischer Bischof von Bùi Chu
- Vũ Đức Anh (* 1998), vietnamesischer Hochspringer
- Vu Duy Thông, Joseph (1952–2017), vietnamesischer Priester, Bischof von Phan Thiết
- Vũ Duy Từ (* 1934), vietnamesischer Forscher zu Sprachen und Kulturen Südostasiens
- Vu Huy Chuong, Antoine (* 1944), vietnamesischer Geistlicher, emeritierter römisch-katholischer Bischof von Đà Lạt
- Vu Tât, Jean Marie (* 1944), vietnamesischer Geistlicher, emeritierter römisch-katholischer Bischof von Hưng Hóa
- Vũ Thị Hương (* 1986), vietnamesische Leichtathletin
- Vũ Thị Ly (* 1995), vietnamesische Leichtathletin
- Vũ Thị Mến (* 1990), vietnamesische Dreispringerin
- Vũ Thị Ngọc Hà (* 2000), vietnamesische Leichtathletin
- Vũ Văn Huyện (* 1983), vietnamesischer Zehnkämpfer
- Vũ Văn Mẫu (1914–1998), südvietnamesischer Politiker
- Vu Van Thien, Joseph (* 1960), vietnamesischer Geistlicher, römisch-katholischer Erzbischof von Hanoi
- Vũ Văn Uyên, vietnamesischer Lokalherrscher und Unterstützer der Lê-Dynastie
- Vu, Cuong (* 1969), vietnamesischer Jazzmusiker
- Vu, Dang Le Nguyen (* 1971), vietnamesischer Unternehmer und Geschäftsmann
- Vũ, Giáng Hương (1930–2011), vietnamesische Seidenmalerin
- Vũ, Joseph Công Viện (* 1973), vietnamesischer römisch-katholischer Geistlicher, Weihbischof in Hanoi
- Vu, Lilia (* 1997), US-amerikanische Golfsportlerin
- Vu, Thao (* 1987), deutsche Schauspielerin vietnamesischer Abstammung
- Vũ, Thị Hoa (* 2003), vietnamesische Fußballspielerin
- Vũ, Thi Thường (* 1930), vietnamesische Schriftstellerin
- Vũ, Thị Trang (* 1992), vietnamesische Badmintonspielerin
- Vu, Van H. (* 1970), vietnamesischer Mathematiker
- Vu, Vanessa (* 1991), deutsche JournalistinVanessa Vu (* 1991)

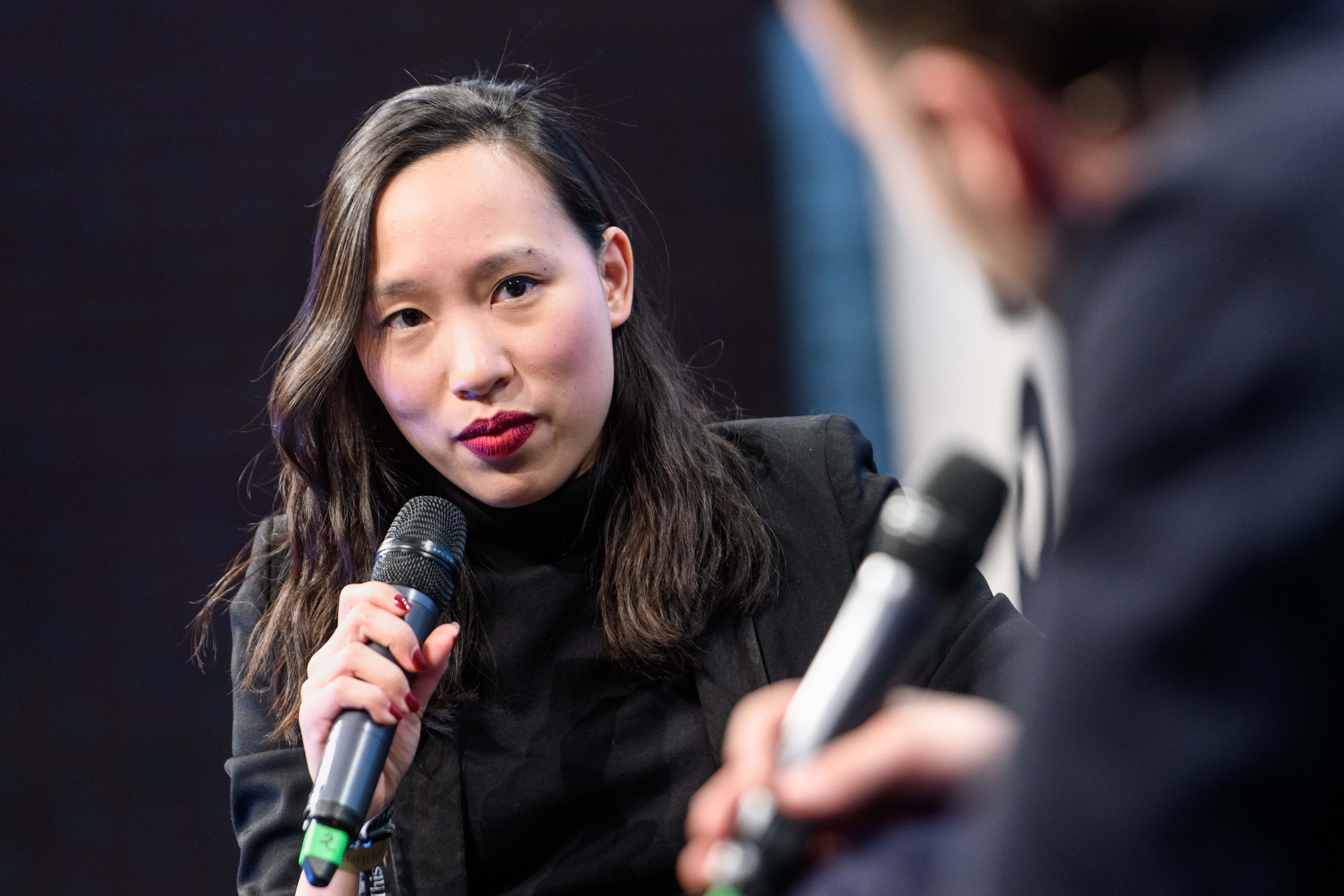
Vanessa Vu (* 1991)

- Vu, Yannick (* 1942), französische Malerin, Bildhauerin und Kunsthistorikerin

### Vua
- Vuaden, Leandro (* 1975), brasilianischer Fußballschiedsrichter
- Vuagniaux, Charles (1857–1911), Schweizer Bühnen- und Landschaftsmaler und Aquarellist
- Vuagnoux, Ken (* 1995), französischer Snowboarder
- Vuarin, Jean-François (1769–1843), Schweizer römisch-katholischer Geistlicher
- Vuarnet, Jean (1933–2017), französischer Skirennläufer
- Vuattolo, Augusto (1882–1960), italienisch-schweizerischer Gewerkschafter

### Vuc
- Vucanovich, Barbara (1921–2013), US-amerikanische Politikerin (Republikanische Partei)
- Vucenovic, Aleksandar (* 1997), österreichischer Fußballspieler
- Vučenović, Marija (* 1993), serbische Speerwerferin
- Vucenovic, Mario (* 1999), österreichischer Fußballspieler
- Vučetić, Ivan (1858–1925), argentinischer Kriminologe
- Vučetić, Marko (* 1986), serbischer Fußballspieler
- Vučetić, Miroslav (* 1976), kroatischer Schwimmer
- Vucetich, Víctor Manuel (* 1955), mexikanischer Fußballtrainer
- Vučević, Goran (* 1971), jugoslawischer bzw. kroatischer Fußballspieler
- Vučević, Ljiljana (* 1962), montenegrinische Handballspielerin
- Vučević, Miloš (* 1974), serbischer Politiker
- Vučević, Nikola (* 1990), montenegrinischer Basketballspieler
- Vůch, Egon (* 1991), tschechischer Fußballspieler
- Vučić, Aleksandar (* 1970), serbischer PräsidentAleksandar Vučić (* 1970)

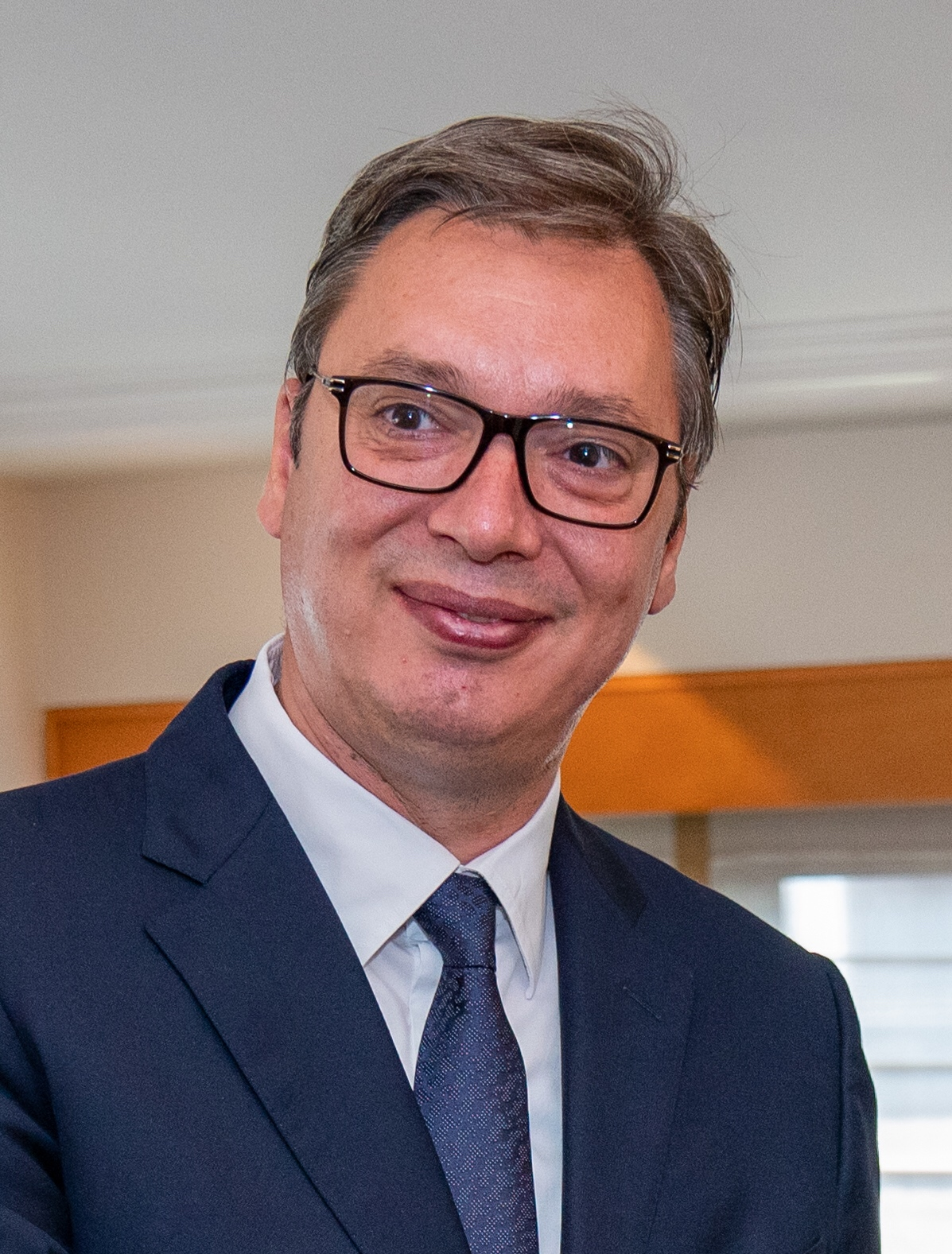
Aleksandar Vučić (* 1970)

- Vučić, Martin (* 1982), nordmazedonischer Popsänger
- Vučić, Milena (* 1986), montenegrinische Pop-Sängerin
- Vučić, Petar (* 1938), kroatischer Politiker und Publizist
- Vucic, Romeo (* 2003), österreichischer Fußballspieler
- Vučić, Sanja (* 1993), serbische Sängerin
- Vučić, Tamara (* 1981), serbische Journalistin und First Lady Serbiens (seit 2017)Tamara Vučić (* 1981)

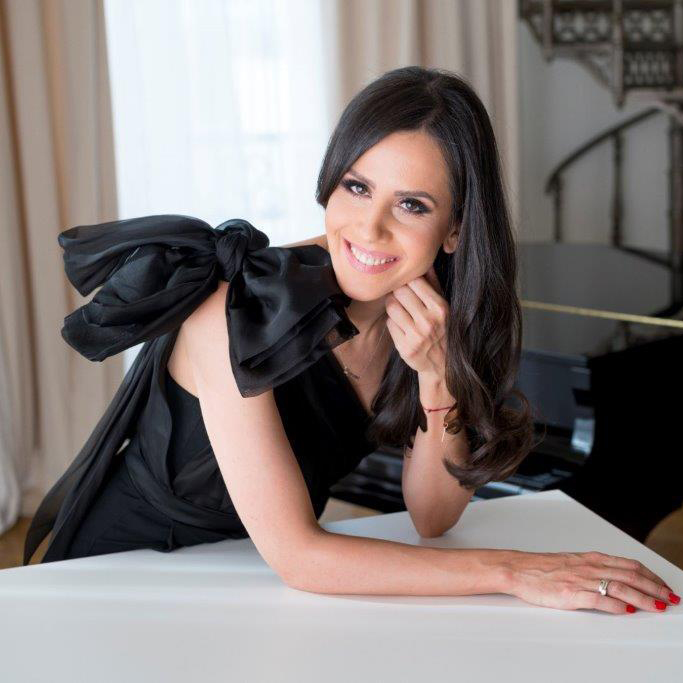
Tamara Vučić (* 1981)

- Vučić, Vukan R. (* 1935), amerikanischer Verkehrsexperte jugoslawischer Herkunft
- Vučićević, Milan (* 1978), serbischer Handballspieler
- Vučićević, Nemanja (* 1979), serbischer Fußballspieler
- Vučićević, Vedrana (* 1984), bosnische Skilangläuferin und Biathletin
- Vučinić, Mirko (* 1983), montenegrinischer Fußballspieler
- Vučinić, Nebojša (* 1953), montenegrinischer Jurist und Richter am Europäischen Gerichtshof für Menschenrechte
- Vučinić, Vladana (* 1986), montenegrinische Sängerin
- Vucinovic, Marc (* 1988), deutscher Fußballspieler
- Vučinović, Marija (* 1958), montenegrinische Politikerin
- Vučkić, Haris (* 1992), slowenischer Fußballspieler
- Vučko, Luka (* 1984), kroatischer Fußballspieler
- Vučkov, Anton (1938–2017), jugoslawischer Fußballspieler
- Vuckovic, Ariane (* 1965), deutsche Fernsehjournalistin, Fernsehredakteurin und Korrespondentin
- Vučković, Bojan (* 1980), serbischer Schachspieler
- Vučković, Igor (* 1998), österreichischer Handballspieler
- Vučković, Isidora (* 1999), serbische Fußballspielerin
- Vučković, Jelena (* 1976), US-amerikanische Elektroingenieurin und Hochschullehrerin
- Vučković, Marija (* 1974), kroatische Politiker (Hrvatska demokratska zajednica)
- Vučković, Nenad (* 1980), serbischer Handballspieler
- Vuckovic, Stephan (* 1972), deutscher TriathletStephan Vuckovic (* 1972)

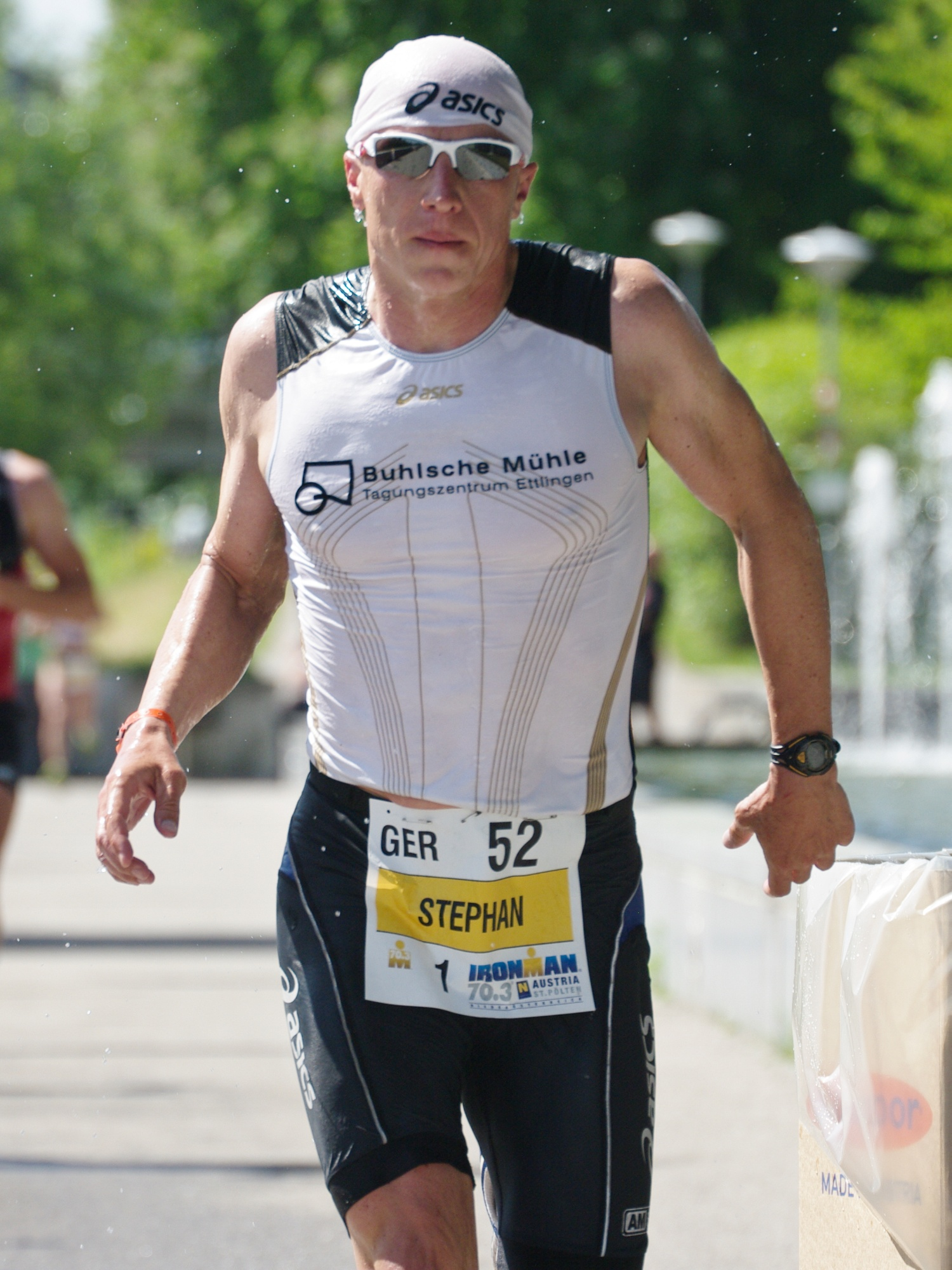
Stephan Vuckovic (* 1972)

- Vučković, Tara (* 2008), serbische Leichtathletin
- Vučković, Vojislav (1910–1942), jugoslawischer Komponist, Dirigent und Musikwissenschaftler
- Vuckovich, Larry (* 1936), US-amerikanischer Jazzmusiker
- Vučur, Stipe (* 1992), österreichischer Fußballspieler
- Vučurević, Nemanja (* 1991), serbischer Eishockeyspieler
- Vučurović, Obrad (1921–2013), jugoslawischer Raketeningenieur und General der Jugoslawischen Volksarmee

### Vue
- Vuerich, Andrea (1907–1964), italienischer Skisportler
- Vuerich, Gaia (* 1991), italienische Skilangläuferin
- Vuerich, Luca (1975–2010), italienischer Bergsteiger
- Vuez, Arnould de (1642–1724), französischer Maler

### Vug
- Vuga, Margot (* 1970), österreichische Schauspielerin
- Vuglač, Mario (* 1992), kroatischer Handballspieler
- Vugrinec, Davor (* 1975), kroatischer Fußballspieler
- Vugrinec, Renato (* 1975), mazedonischer und slowenischer Handballspieler

### Vui
- Vuia, Traian (1872–1950), rumänischer LuftfahrtpionierTraian Vuia (1872–1950)

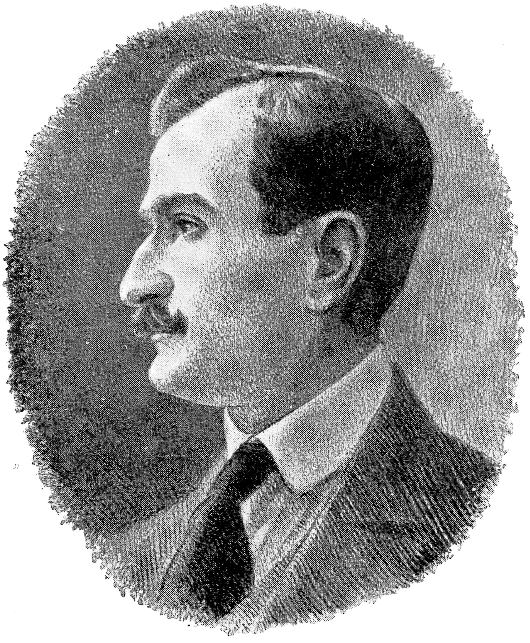
Traian Vuia (1872–1950)

- Vuica, Alka (* 1961), kroatische Songwriterin und Sängerin
- Vuichard, Pascal (* 1989), Schweizer Politiker (GLP)
- Vuichard, Stéphanie (* 1989), Schweizer Politikerin (Grüne)
- Vuijsje, Robert (* 1970), niederländischer Journalist und Autor
- Vuik, Wendy (* 1988), niederländische Skispringerin
- Vuillard, Édouard (1868–1940), französischer Maler des Symbolismus
- Vuillard, Éric (* 1968), französischer Schriftsteller, Filmregisseur und DrehbuchautorÉric Vuillard (* 1968)

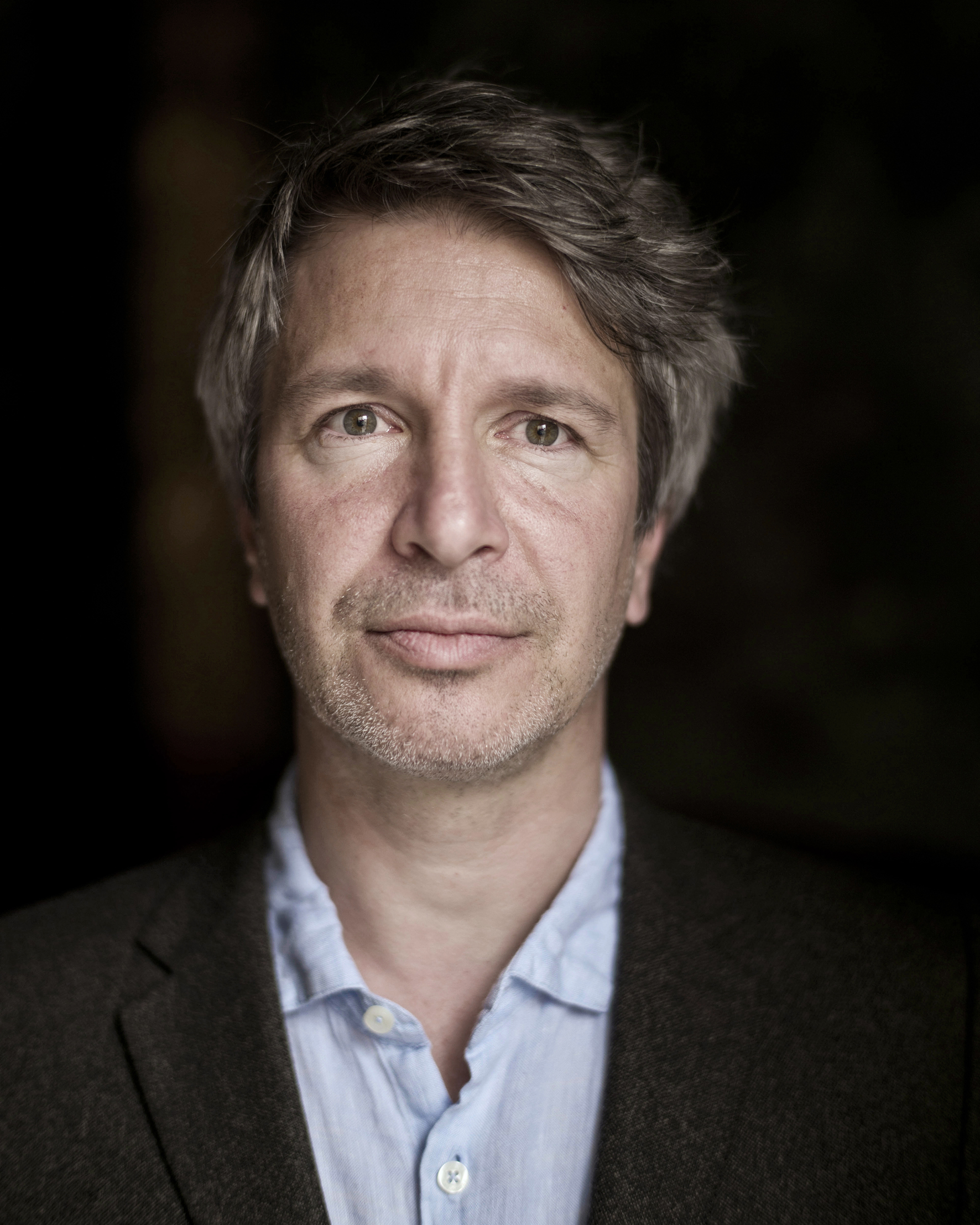
Éric Vuillard (* 1968)

- Vuillaume, Jean Baptiste (1798–1875), französischer Geigenbauer
- Vuille, Nancy-Marie (1867–1906), Schweizer Schriftstellerin
- Vuillème, Jean-Bernard (* 1950), Schweizer Schriftsteller und Journalist
- Vuillemin, Jean-Pierre (* 1967), französischer römisch-katholischer Geistlicher, Bischof von Le Mans
- Vuillemin, Joseph (1883–1963), französischer General und Generalstabschef der Luftstreitkräfte
- Vuillemin, Jules (1920–2001), französischer Philosoph und Logiker
- Vuillemin, Marie (1889–1963), belgische individualistische Anarchistin
- Vuillemin, Odile (* 1976), französische Schauspielerin
- Vuillemin, Paul (1861–1932), französischer Mykologe
- Vuillemin, Philippe (* 1958), französischer Comiczeichner
- Vuillermet, Charles (1849–1918), Schweizer Porträt- und Landschaftsmaler
- Vuillermin, Mirko (* 1973), italienischer Shorttracker
- Vuillermoz, Alexis (* 1988), französischer Radrennfahrer
- Vuillermoz, Émile (1878–1960), französischer Film- und Musikkritiker und Komponist
- Vuillermoz, Jean (1906–1940), französischer Komponist
- Vuillermoz, Louis-Edouard (1869–1939), französischer Hornist und Musikpädagoge
- Vuillermoz, Michel (* 1962), französischer SchauspielerMichel Vuillermoz (* 1962)

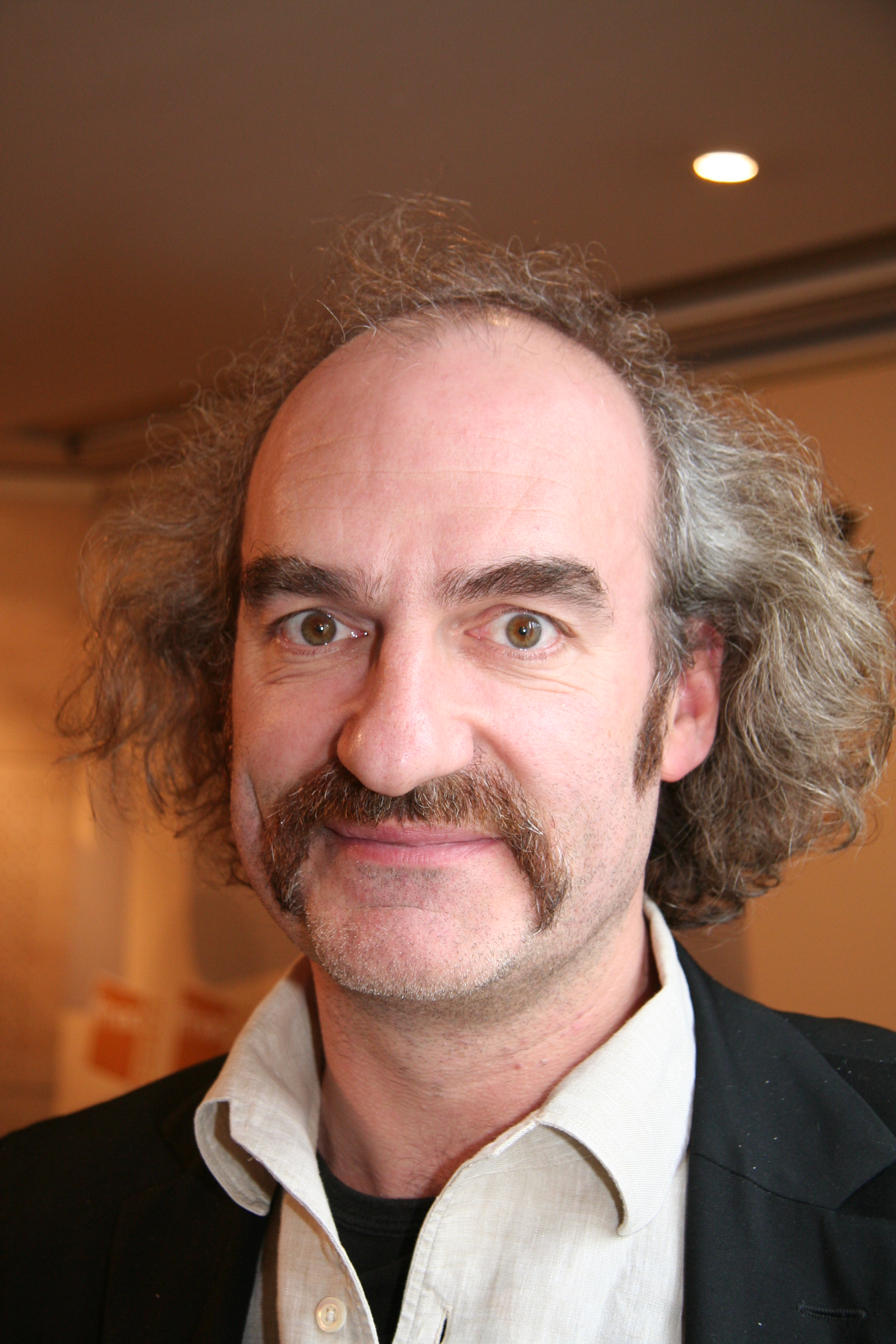
Michel Vuillermoz (* 1962)

- Vuillermoz, René-Laurent (* 1977), italienischer Biathlet
- Vuilletet, Guillaume (* 1967), französischer Politiker
- Vuilleumier, Alexandre (* 1982), Schweizer Schach- und Pokerspieler
- Vuilleumier, François (1938–2017), schweizerisch-US-amerikanischer Ornithologe und zoologischer Kurator
- Vuilleumier, Gérard (1905–1984), Schweizer Skispringer und Radsportler
- Vuilleumier, Henri (1841–1925), Schweizer evangelischer Geistlicher und Hochschullehrer
- Vuilleumier, Jean (1934–2012), Schweizer Schriftsteller
- Vuilleumier, John Friedrich (1893–1976), Schweizer Jurist und Schriftsteller
- Vuilleumier, Samson (1804–1889), Schweizer evangelischer Geistlicher und Hochschullehrer
- Vuilliomenet-Challandes, Jeanne (1870–1938), Schweizer Frauenrechtlerin und Journalistin
- Vuilloud, Emile (1822–1889), Schweizer Architekt
- Vuissa, Christian (* 1969), österreichischer Filmproduzent, Drehbuchautor und Filmregisseur
- Vuitel, Alain (* 1964), Schweizer Divisionär
- Vuitton, Louis (1821–1892), französischer Handwerker und Unternehmer, der 1854 in Paris die Louis Vuitton Malletier S.A. gründeteLouis Vuitton (1821–1892)

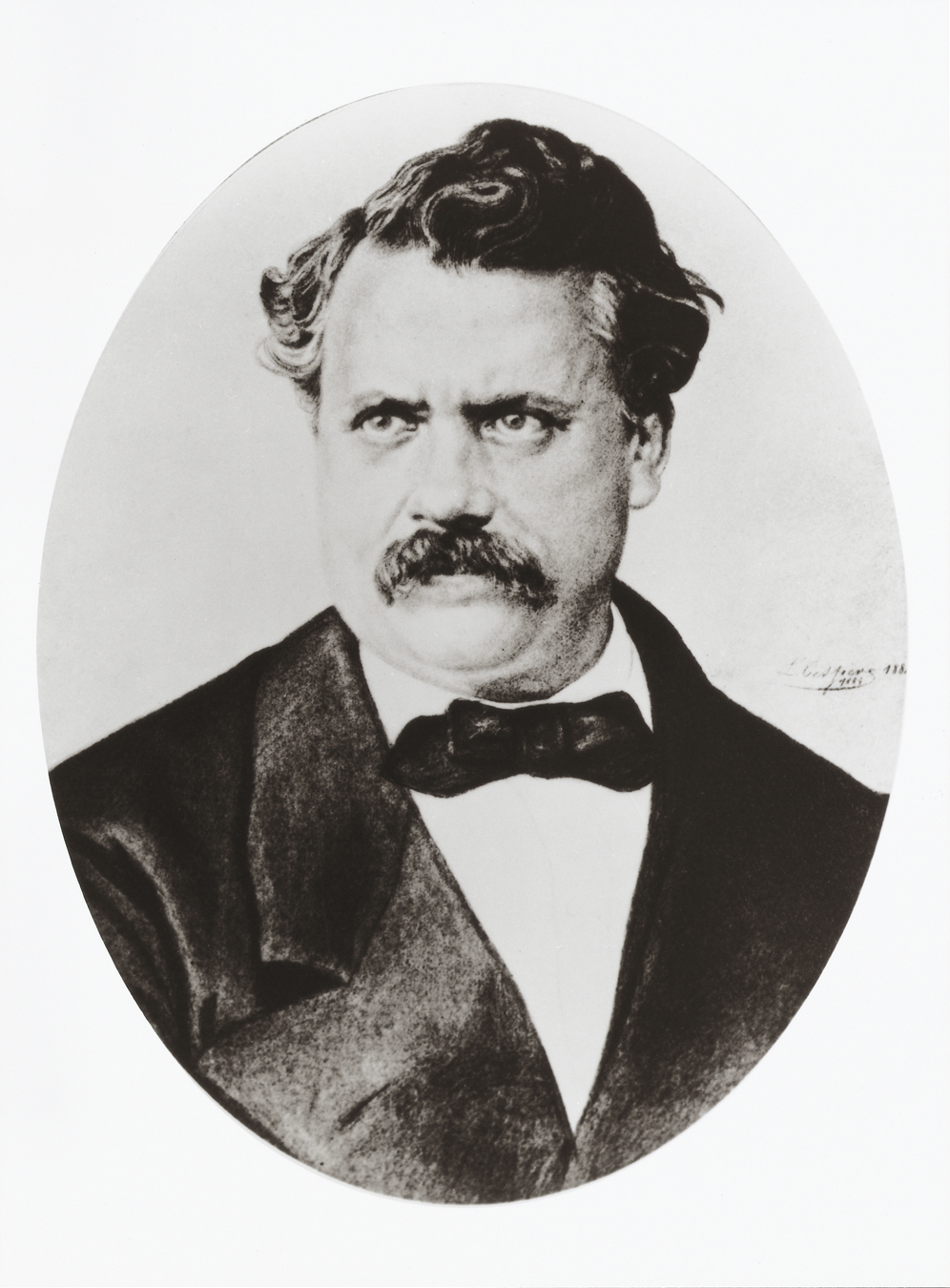
Louis Vuitton (1821–1892)

### Vuj
- Vujačić, Budimir (* 1964), jugoslawischer Fußballspieler
- Vujačić, Igor (* 1994), montenegrinischer Fußballspieler
- Vujačić, Mirko (1924–2016), jugoslawischer Speerwerfer
- Vujačić, Saša (* 1984), slowenischer Basketballspieler
- Vujadinović, Đorđe (1909–1990), jugoslawischer Fußballspieler
- Vujadinović, Nikola (* 1986), montenegrinisch-bulgarischer Fußballspieler
- Vujadinović, Rajko (* 1956), jugoslawischer Fußballspieler
- Vujanić, Miloš (* 1980), serbischer Basketballspieler
- Vujanović, Filip (* 1954), montenegrinischer Politiker, Präsident der Republik Montenegro
- Vujanović, Radovan (* 1982), serbischer Fußballspieler
- Vujasin, Nikola (* 1950), kroatischer Bildhauer
- Vujasinović, Vladimir (* 1973), serbischer Wasserballspieler
- Vujčić, Nikola (* 1978), kroatischer Basketballspieler
- Vujčić, Pavle (1953–2017), jugoslawischer bzw. serbischer Geiger
- Vujcic, Stephan (* 1986), deutscher Fußballspieler
- Vujević, Branimir (* 1974), kroatischer Ruderer
- Vujević, Goran (* 1973), serbisch-montenegrinischer Volleyballspieler
- Vujević, Robert (* 1980), kroatischer Fußballspieler
- Vujić, Aleksandar (1945–2017), jugoslawischer bzw. serbischer Komponist, Pianist und Dirigent
- Vujić, Goran (* 1982), serbischer E-Bassist
- Vujić, Marko (* 1984), bosnisch-herzegowinisch-österreichischer Fußballspieler
- Vujić, Mihailo (1853–1913), Ökonom, Ministerpräsident des Königreich Serbien
- Vujić, Stefan (* 1991), kroatisch-serbischer Handballspieler
- Vujic, Zoran (* 1972), österreichischer Fußballspieler
- Vujica, Peter (1937–2013), österreichischer Musikkritiker, Komponist, Autor und Kulturredakteur
- Vujičević, Dario (* 1990), deutscher Fußballspieler
- Vujičić, Jelena (* 2001), montenegrinische Skirennläuferin
- Vujicic, Nick (* 1982), australischer Evangelist und MotivationsrednerNick Vujicic (* 1982)

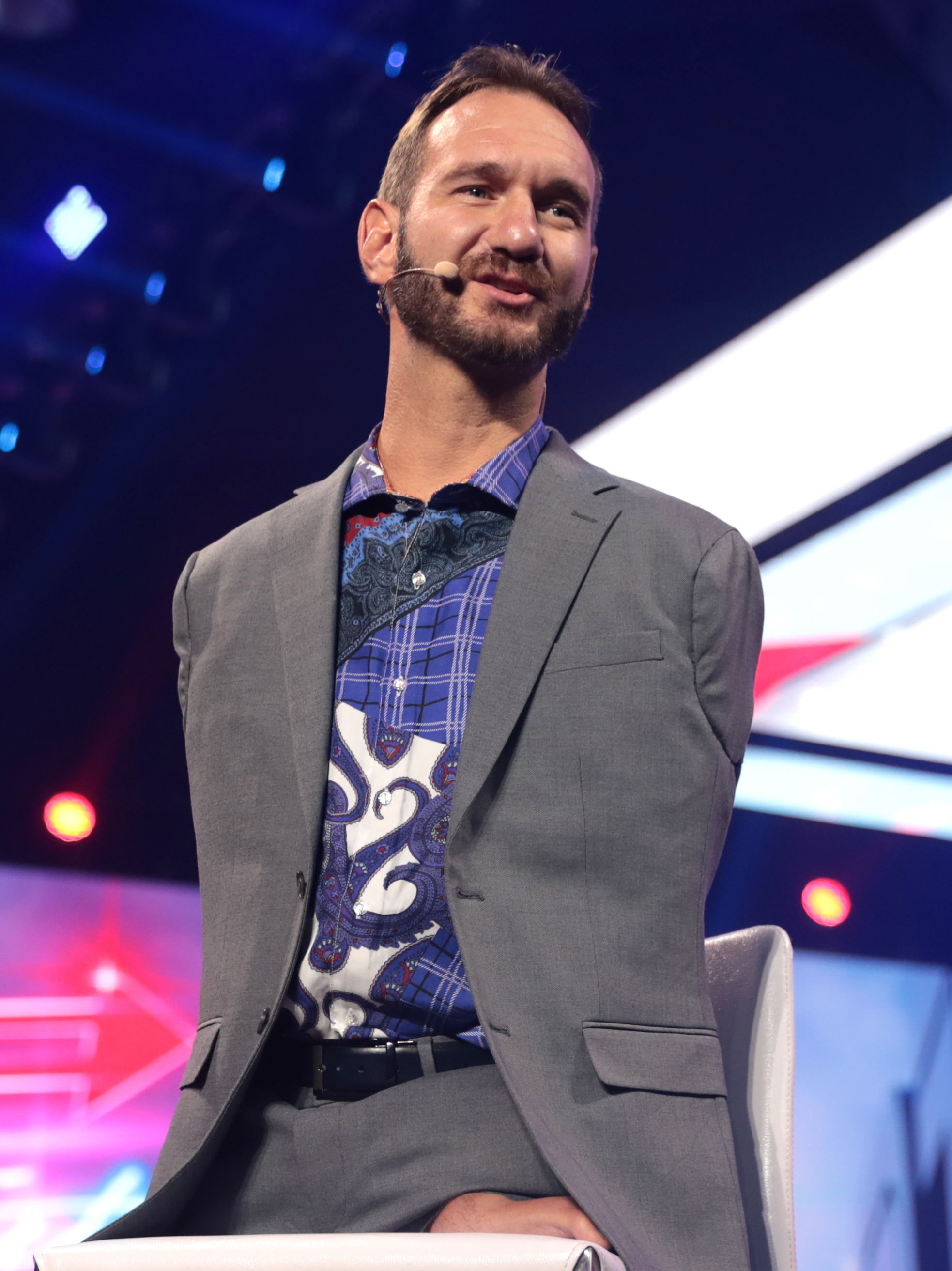
Nick Vujicic (* 1982)

- Vujičić, Paškal (1826–1888), Ordensgeistlicher und römisch-katholischer Apostolischer Vikar von Bosnien
- Vujin, Marko (* 1984), serbischer Handballspieler
- Vujin, Zvonimir (1943–2019), jugoslawischer Boxer
- Vujinović, Nedeljko (* 1950), deutscher Handballtrainer
- Vujinović, Valentino (* 1999), deutscher Fußballspieler
- Vujković, Dragomir (* 1953), jugoslawischer Boxer
- Vujošević, Bogić (* 1992), serbisch-österreichischer Basketballspieler
- Vujošević, Duško (* 1959), montenegrinischer Basketballtrainer
- Vujović, Branko (* 1998), montenegrinischer Handballspieler
- Vujović, Dušan (1951–2025), jugoslawischer bzw. serbischer Ökonom und Politiker
- Vujović, Luna (* 2009), serbische Tennisspielerin
- Vujović, Miljan (* 2000), slowenisch-montenegrinischer Handballspieler
- Vujović, Miloš (* 1993), montenegrinischer Handballspieler
- Vujović, Oliver, Journalist
- Vujović, Sanja (* 1987), serbische Handballspielerin
- Vujović, Stevan (* 1990), montenegrinischer Handballspieler
- Vujović, Veselin (* 1961), montenegrinischer Handballtrainer
- Vujović, Vojislav (1897–1936), jugoslawischer Kommunist
- Vujović, Zlatko (* 1958), jugoslawischer Fußballspieler
- Vujović, Zoran (* 1958), jugoslawischer Fußballspieler
- Vůjtek, Vladimír junior (* 1972), tschechischer Eishockeyspieler
- Vůjtek, Vladimír senior (* 1947), tschechischer Eishockeyspieler und -trainer

### Vuk
- Vuk Grgurević († 1485), serbischer Despot
- Vuk, Nicole (* 1995), kroatische Fußballspielerin
- Vuk, Vladimir (* 1980), kroatischer Fußballspieler
- Vukadinović, Srđan (* 1956), montenegrinischer Kunstsoziologe und Theaterwissenschaftler
- Vukadinovic, Tatiana (* 1988), kanadische Biathletin
- Vukadinović, Vojin Saša (* 1979), Historiker und Geschlechterforscher
- Vukajlović, Ines (* 1991), österreichische Politikerin (Grüne)
- Vukan († 1114), serbischer Fürst (1080–1114)
- Vukan Nemanjić († 1208), König von Zeta und Fürst von Raszien
- Vukán, György (1941–2013), ungarischer Pianist, Komponist und Jazzmusiker
- Vukan, Robert (* 1976), slowenischer Fußballschiedsrichterassistent
- Vukančić, Niko (* 2002), deutsch-kroatischer Fußballspieler
- Vukas, Bernard (1927–1983), jugoslawischer FußballspielerBernard Vukas (1927–1983)

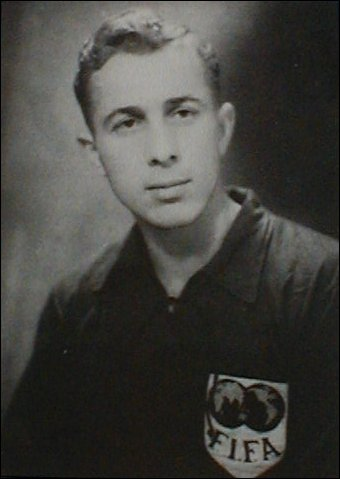
Bernard Vukas (1927–1983)

- Vukas, Budislav (1938–2023), jugoslawischer bzw. kroatischer Jurist, ehemaliger Vizepräsident des Internationalen Seegerichtshofs
- Vukas, Ivan (* 1979), kroatischer Handballspieler und -trainer
- Vukašin, Märtyrer und Heiliger der serbisch-orthodoxen Kirche
- Vukašin Mrnjavčević († 1371), serbischer Adeliger, Despot und König
- Vukašinović, Srdjan (* 1983), serbisch-schweizerischer Akkordeonist
- Vukasinovic, Veljko (* 2001), Schweizer Fußballspieler
- Vukasović, Joseph Philipp (1755–1809), österreich-ungarischer Feldmarschall-Leutnant und Ritter des Maria Theresien-Ordens
- Vukasović, Lara (* 1994), kroatische Volleyballspielerin
- Vukasović, Nedeljko (* 1966), jugoslawischer Schauspieler
- Vukčević, Boris (* 1990), deutscher Fußballspieler
- Vukčević, Jelena (* 2004), montenegrinische Handballspielerin
- Vukčević, Marija (* 1986), montenegrinische Fußballspielerin
- Vukčević, Nikola (1914–1982), jugoslawischer (montenegrinischer) Historiker und Ethnologe
- Vukčević, Nikola (* 1991), montenegrinischer Fußballspieler
- Vukčević, Radomir (1941–2014), jugoslawischer Fußballspieler
- Vukčević, Simon (* 1986), montenegrinischer Fußballspieler
- Vukčević, Tristan (* 2003), serbisch-schwedischer BasketballspielerTristan Vukčević (* 2003)

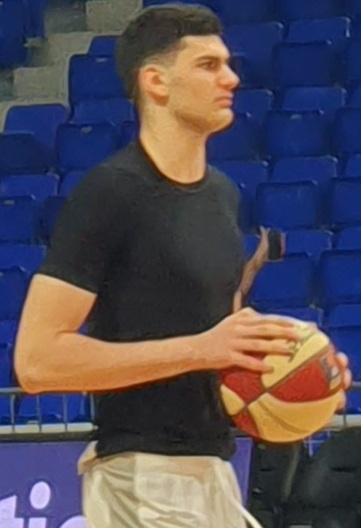
Tristan Vukčević (* 2003)

- Vukcevich, Milan (1937–2003), jugoslawischer Schachspieler und -komponist, Metallurg und Hochschullehrer
- Vukčić Hrvatinić, Hrvoje († 1416), Herzog von Split, Ban von Kroatien und Großherzog des Königreichs Bosnien
- Vukčić Kosača, Stjepan (1405–1466), bosnischer Großwoiwode und Herzog der Herzegowina
- Vukelić, Branko (1958–2013), kroatischer Politiker
- Vukelic, Marko (* 1987), Schweizer Handballspieler
- Vukelić, Milan (1936–2012), jugoslawischer Fußballspieler
- Vukelić, William (* 1998), kroatischer Skirennläufer
- Vukelich, Wilma von (1880–1956), kroatische Schriftstellerin
- Vukic, Aleksandar (* 1996), australischer Tennisspieler
- Vukić, Igor (* 1966), kroatischer Journalist
- Vukić, Ljubo (* 1982), kroatischer Handballspieler
- Vukić, Milan (* 1942), bosnisch-herzegowinischer Schachspieler
- Vukić, Zvonimir (* 1979), serbischer Fußballspieler
- Vukičević, Ante (* 1993), kroatischer Wasserballspieler
- Vukicevic, Christina (* 1987), norwegische Hürdenläuferin
- Vukićević, Marko (* 1992), serbischer Skirennläufer
- Vukicevic, Vladimir (* 1991), norwegischer Hürdenläufer
- Vukikomoala, Hilda (* 1995), fidschianische Schachspielerin
- Vukman, Neven (* 1985), kroatischer Fußballspieler
- Vukmanović-Tempo, Svetozar (1912–2000), jugoslawischer Politiker
- Vukoja, Luka (* 1995), kroatischer Eishockeyspieler
- Vukoje, Maja (* 1969), österreichisch-serbische bildende Künstlerin und Malerin
- Vukojević, Ognjen (* 1983), kroatischer Fußballspieler
- Vukojicic, Paola (* 1974), argentinische Hockeyspielerin
- Vukomanovic, Alexander (* 2003), deutscher Schauspieler
- Vukomanović, Ivan (* 1977), serbischer Fußballspieler
- Vukonić, Siniša (* 1971), kroatischer Skilangläufer
- Vukosavljević, Branislav (1928–1985), jugoslawischer Fußballspieler
- Vukosavljević, Valériane (* 1994), französische Basketballspielerin
- Vukota, Mick (* 1966), kanadischer Eishockeyspieler
- Vukotić, Aleksandar (* 1995), serbischer Fußballspieler
- Vukotić, Dušan (1927–1998), jugoslawisch-kroatischer Filmregisseur und -produzent von animierten Filmen
- Vukotic, Milena (* 1935), italienische SchauspielerinMilena Vukotic (* 1935)

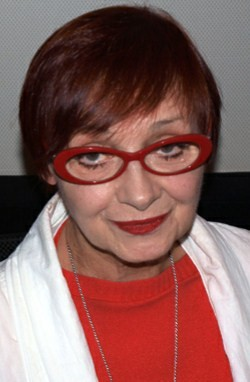
Milena Vukotic (* 1935)

- Vukotić, Petar (1826–1907), montenegrinischer Herzog und Großgrundbesitzer
- Vukov, Borivoje (1929–2010), jugoslawischer Ringer
- Vukov, Vice (1936–2008), kroatischer Sänger und Politiker
- Vuković, Aleksandar (* 1979), serbischer Fußballspieler und -trainer
- Vuković, Andrija (* 1983), kroatischer Fußballtorhüter
- Vukovic, Branco (* 1978), deutscher Schauspieler und Sänger
- Vukovic, Daniel (* 1986), kanadisch-schweizerischer Eishockeyspieler
- Vukovic, Danny (* 1985), australischer Fußballspieler
- Vuković, Draginja (* 2000), serbische Tennisspielerin
- Vuković, Drago (* 1983), kroatischer Handballspieler
- Vuković, Hrvoje (* 1979), kroatischer Fußballspieler
- Vuković, Igor (* 1977), serbischer Biathlet, Skilangläufer und Crossläufer
- Vuković, Jagoš (* 1988), serbischer Fußballspieler
- Vuković, Jakov (* 2001), kroatischer Sprinter
- Vukovič, Jan (* 2000), slowenischer Mittelstreckenläufer
- Vuković, Katja (* 2006), kroatische Handballspielerin
- Vuković, Luka (* 2002), slowenischer Fußballspieler
- Vuković, Marija (* 1992), montenegrinische Hochspringerin
- Vuković, Milan (* 1988), serbischer Fußballspieler
- Vuković, Milena (* 1985), serbische Fußballspielerin
- Vuković, Miloš (* 1981), deutscher SchauspielerMiloš Vuković (* 1981)

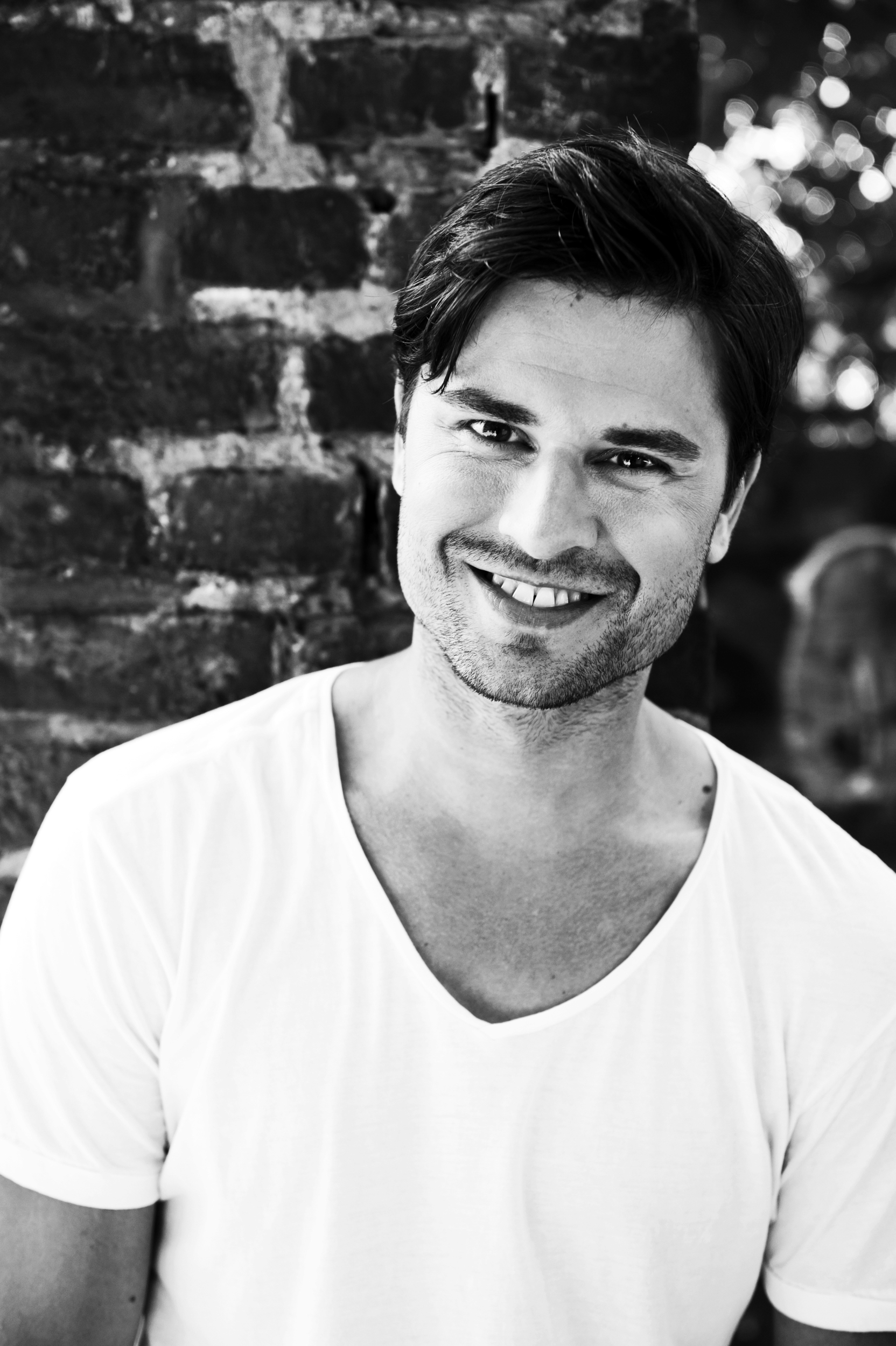
Miloš Vuković (* 1981)

- Vuković, Nina (* 2002), kroatische Leichtathletin
- Vuković, Novica, montenegrinischer Politiker, Finanzminister
- Vukovic, Vanja (* 1971), deutsche Fotokünstlerin und Fotodesignerin
- Vuković, Veselin (* 1958), jugoslawisch-serbischer Handballspieler und -trainer
- Vuković, Vlatko († 1392), bosnischer Adeliger, Herzog und Großherzog
- Vuković, Želimir (* 1983), serbischer Skiläufer
- Vuković, Željko (* 1962), österreichischer Fußballspieler
- Vuković-Kuč, Aleksandra (* 1981), montenegrinische Politikerin und Journalistin
- Vuković-Podkapelski, Janko (1871–1918), österreichisch-ungarischer Marineoffizier und Konteradmiral kroatischer AbstammungJanko Vuković-Podkapelski (1871–1918)

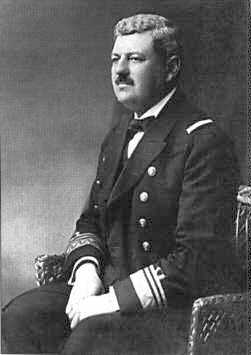
Janko Vuković-Podkapelski (1871–1918)

- Vukovich, Andreas (1871–1957), österreichischer Genossenschaftler, Manager und Politiker (SPÖ)
- Vukovich, Bill (1918–1955), US-amerikanischer Autorennfahrer
- Vukovics, Sebő (1811–1872), ungarischer Politiker und Justizminister
- Vuksanović, Boško (1928–2011), jugoslawischer Wasserballspieler und -trainer
- Vuksanović, Draginja (* 1978), montenegrinische Juristin, Politikerin und Hochschullehrerin
- Vukšić, Mladen (* 1965), bosnischer römisch-katholischer Ordensgeistlicher, Bischof von Kotor in Montenegro
- Vukšić, Tomo (* 1954), kroatisch-bosnischer Geistlicher und römisch-katholischer Erzbischof von Vrhbosna
- Vukušić, Ante (* 1991), kroatischer Fußballspieler
- Vukušić, Dubravka (* 1965), jugoslawische Eisschnellläuferin
- Vukusic, Pete, britischer Physiker

### Vul
- Vulaj, Gjyste (* 1977), albanische Sängerin
- Vulca, etruskischer Bildhauer (Veji)
- Vulcacius Rufinus († 368), spätantiker römischer Beamter
- Vulcan, Samuil (1760–1839), rumänischer Priester, Bischof von Großwardein
- Vulcanius, Bonaventura (1538–1614), flämischer Gelehrter, Übersetzer und Humanist
- Vulesica, Anita (* 1974), deutsche Schauspielerin
- Vuleta, Stjepan (* 1993), Schweizer Fußballspieler
- Vuletić, Bojan (* 1971), jugoslawischer Komponist und Musiker
- Vuletić, Božo (* 1958), jugoslawischer Wasserballspieler
- Vuletić, Tamara (* 2000), serbische Leichtathletin
- Vulgrin I. († 886), Graf von Angoulême und Périgord
- Vulgrin II. († 1140), Graf von Angoulême
- Vulgrin III. († 1181), Graf von Angoulême
- Vulić, Nikola (1872–1945), serbischer Althistoriker
- Vulić, Zoran (* 1961), kroatischer Fußballspieler und -trainer
- Vulićević, Miroslav (* 1985), serbischer Fußballspieler
- Vulin, Aleksandar (* 1972), serbischer Politiker und Jurist
- Vulin, Lovre (* 1984), kroatischer Fußballspieler
- Vulivuli, Finau (* 1982), fidschianische Fußballschiedsrichterin
- Vulivuli, Thomas (* 1981), fidschianischer Fußballspieler
- Vuljanić, Nikola (1949–2024), kroatischer Politiker
- Vüllers, Andreas (1831–1931), deutscher Berg- und Hüttendirektor
- Vüllers, Friedrich (1850–1918), deutscher Konteradmiral der Kaiserlichen Marine
- Vüllers, Fritz (1861–1929), preußischer Geheimrat und Landrat
- Vullers, Johann August (1803–1880), deutscher Orientalist
- Vulliamy, Benjamin (1747–1811), englischer Uhr- und Chronometermacher
- Vulliamy, Benjamin Louis (1780–1854), englischer Uhrmacher
- Vulliamy, Ed (* 1954), britischer Journalist
- Vulliamy, Justin (1712–1797), schweizerisch-englischer Uhrmacher
- Vulliemin, Louis (1797–1879), Schweizer Historiker
- Vulović, Rodoljub (* 1955), bosnisch-herzegowinischer Sänger und Songwriter des serbischen Folk/Turbo-FolkRodoljub Vulović (* 1955)

Rodoljub Vulović (* 1955)

- Vulović, Vesna (* 1950), jugoslawische Flugbegleiterin
- Vulpe, Damian (* 1938), rumänischer Chorleiter, Musikwissenschaftler, Musikkritiker und Musikpädagoge
- Vulpes, Alfred (* 1901), deutscher Friseur und Politiker
- Vulpian, Edmé Félix Alfred (1826–1887), französischer Neurologe, Entdecker des Adrenalins
- Vulpiani, Mario (* 1927), italienischer Kameramann
- Vulpitta, Gabriele (* 2005), italienischer Tennisspieler
- Vulpius, Axel (1926–2023), deutscher Ministerialdirigent
- Vulpius, Christian August (1762–1827), deutscher SchriftstellerChristian August Vulpius (1762–1827)

Christian August Vulpius (1762–1827)

- Vulpius, Friedrich Wilhelm (1801–1892), deutscher Apotheker, Botaniker und Biologe
- Vulpius, Günther (1904–1985), deutscher Schauspieler, Dramaturg und literarischer Übersetzer
- Vulpius, Gustav (1839–1917), deutscher Apotheker
- Vulpius, Jacob Antonius (1629–1706), Schweizer reformierter Geistlicher und Bibelübersetzer
- Vulpius, Johann Friedrich (1725–1786), Amtsarchivar und Registrator
- Vulpius, Jutta (1927–2016), deutsche Opernsängerin (Koloratursopran)
- Vulpius, Melchior, deutscher Kantor und Kirchenkomponist
- Vulpius, Oscar (1867–1936), deutscher Orthopäde
- Vulpius, Ricarda (* 1970), deutsche Historikerin
- Vulpius, Wolfgang (1897–1978), deutscher Literaturwissenschaftler und Schriftsteller
- Vulso Longus, Lucius Manlius, römischer Konsul
- Vultaggio, Lisa (* 1973), kanadische Schauspielerin
- Vultcherius, Bischof von Sitten
- Vultée der Jüngere, Hermann von (1672–1714), Gesandter des Landgrafen Karl zum Oberrheinischen Reichskreis
- Vultée, Carl von (1778–1844), deutscher Oberforstmeister und Politiker
- Vultejus, Hermann (1555–1634), deutscher Jurist
- Vultejus, Hermann von (1634–1723), deutscher Adliger, hessischer Vizekanzler
- Vultejus, Johannes (1605–1684), hessischer Kanzler
- Vultejus, Justus (1529–1575), deutscher Pädagoge und Philologe
- Vultejus, Justus Hermann (1654–1726), deutscher Jurist und Hessischer Kanzler
- Vultejus, Ulrich (1927–2009), deutscher Richter und justizkritischer Autor
- Vultejus, Wilhelm (1647–1717), Gesandter des Landgrafen Karl zum Frieden von Rijswijk
- Vultink, Hans (* 1937), niederländischer Karambolagespieler und mehrfacher Welt- und Europameister

### Vum
- Vumbi, Lenda (* 1995), französischer Fußballspieler

### Vun
- Vunagi, David (1950–2025), anglikanischer Bischof in den Salomonen und Generalgouverneur der Salomonen
- Vunderink, Merijn (* 1970), niederländischer Geschwindigkeitsskifahrer
- Vunderink, Robert (* 1961), niederländischer Eisschnellläufer
- Vunguidica, José Pierre (* 1990), angolanisch-deutscher Fußballspieler
- Vunić, Lucija (* 2006), kroatische Fußballspielerin
- Vunipola, Billy (* 1992), englischer Rugbyspieler
- Vunipola, Mako (* 1991), englischer Rugbyspieler
- Vunjak, Milan (* 1971), slowenischer Handballspieler und -trainer
- Vunjak-Novaković, Gordana (* 1948), serbisch-amerikanische biomedizinische Ingenieurin
- Vunk, Martin (* 1984), estnischer Fußballspieler
- Vunuvung, Roland (* 1959), papua-neuguineischer Geistlicher, römisch-katholischer Bischof von Kavieng

### Vuo
- Vuoksiala, Tuija (* 1961), finnische Biathletin
- Vuolo, Lucia (* 1963), italienische Politikerin, MdEP
- Vuolo, Tito (1893–1962), italoamerikanischer Schauspieler
- Vương, Đình Huệ (* 1957), Politiker
- Vuong, Ocean (* 1988), vietnamesisch-US-amerikanischer Poet, Literaturwissenschaftler und SchriftstellerOcean Vuong (* 1988)

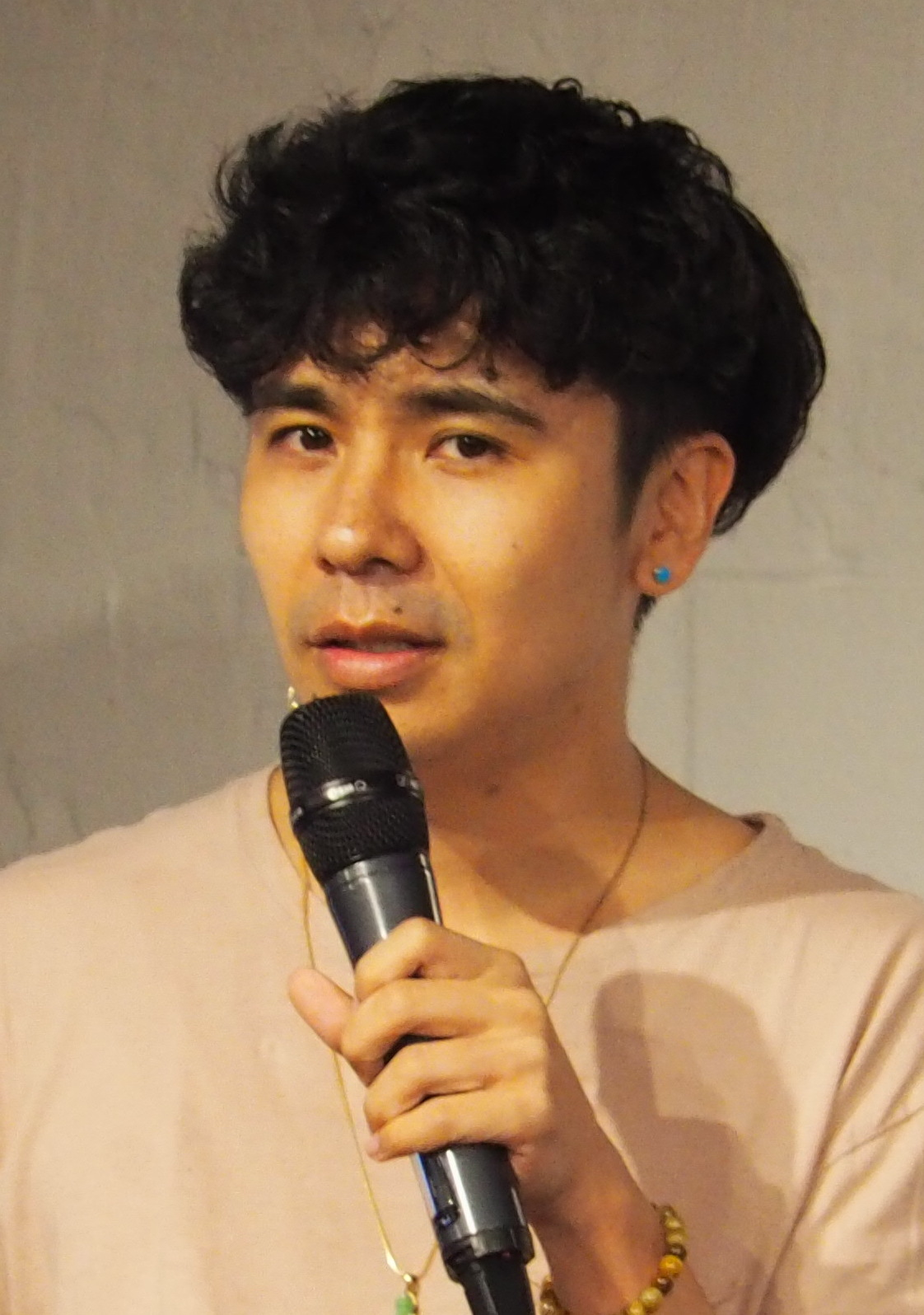
Ocean Vuong (* 1988)

- Vuono, Carl E. (* 1934), US-amerikanischer General
- Vuorela, Lotta (* 1975), finnische Squashspielerin
- Vuorela, Markus (* 1996), finnischer Skilangläufer
- Vuorenhela, Tapani (* 1947), finnischer Radrennfahrer
- Vuorenpää, Harri (* 1982), finnischer Politiker (PeruS)
- Vuorensola, Timo (* 1979), finnischer Regisseur und Schauspieler
- Vuoriheimo, Marko, Rapper
- Vuorinen, Emppu (* 1978), finnischer Gitarrist
- Vuorinen, Esa (* 1945), finnischer Kameramann
- Vuorinen, Hermanni (* 1985), finnischer Fußballspieler
- Vuorinen, Lauri (* 1995), finnischer Skilangläufer
- Vuorio, Lotta, finnische Fußballschiedsrichterin
- Vuorisalo, Olavi (1933–2024), finnischer Leichtathlet
- Vuoso, Matías (* 1981), argentinisch-mexikanischer Fußballspieler

### Vur
- Vural, Ali Şaşal (* 1990), türkischer Fußballspieler
- Vural, Attila (* 1972), Schweizer Jazz-Gitarrist
- Vural, Can (* 1999), türkischer Fußballspieler
- Vural, Deniz (* 1988), deutsch-türkischer Fußballspieler
- Vural, Emre (* 1992), türkischer Badmintonspieler
- Vural, Esra (* 1983), deutsche SynchronsprecherinEsra Vural (* 1983)

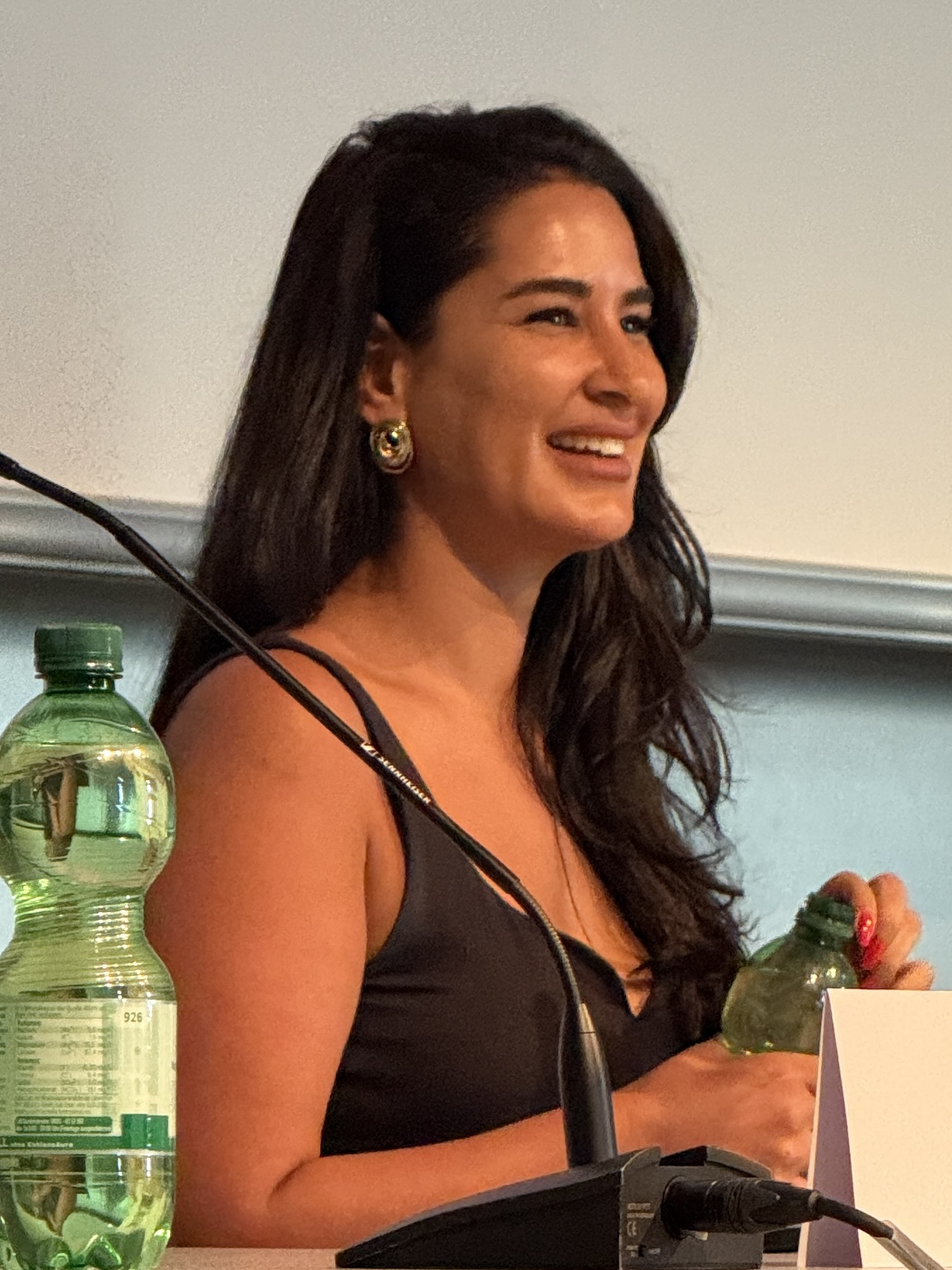
Esra Vural (* 1983)

- Vural, Güray (* 1988), türkischer Fußballspieler
- Vural, Hasan (* 1973), türkischer Fußballspieler
- Vural, Ibrahim (* 1969), deutsch-türkischer Boxer
- Vural, Oktay (* 1956), türkischer Politiker
- Vural, Yılmaz (* 1953), türkischer Fußballspieler und -trainer
- Vuran, Gökhan (* 1986), österreichischer Fußballspieler
- Vurchio, Stefan (* 1969), deutscher Schauspieler
- Vurdem, Eren (* 1988), türkischer Schauspieler
- Vurens, Edwin (* 1968), niederländischer Fußballspieler
- Vurğun, Səməd (1906–1956), aserbaidschanischer Dichter
- Vurnik, Ivan (1884–1971), slowenischer Architekt
- Vurobaravu, Nikenike (* 1951), vanuatuischer Diplomat und PolitikerNikenike Vurobaravu (* 1951)

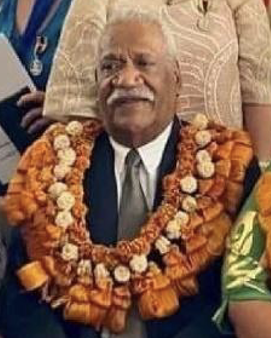
Nikenike Vurobaravu (* 1951)

- Vurpas, Anne-Marie (1923–2017), französische Sprach- und Literaturwissenschaftlerin
- Vursell, Charles W. (1881–1974), US-amerikanischer Politiker
- Vurum, József (1763–1838), ungarischer Geistlicher

### Vus
- Vušković, Luka (* 2007), kroatischer Fußballspieler
- Vušković, Mario (* 2001), kroatischer Fußballspieler

### Vut
- Vut, Tsz Ying (* 1990), chinesische Leichtathletin (Hongkong)
- Vuthaj, Agnesa (* 1986), albanische bzw. kosovarische Schönheitskönigin und Geschäftsfrau

### Vuu
- Vuuren, Detlef van (* 1970), niederländischer Klimawissenschaftler
- Vuuren, Jan van (1871–1941), niederländischer Maler
- Vuuren, Jovan van (* 1996), südafrikanischer Weitspringer
- Vuuren, Louis van (1873–1951), niederländischer Wirtschafts- und Sozialgeograph
- Vuust, Peter (* 1961), dänischer Hirnforscher und Jazzmusiker (Kontrabass, Komposition)

### Vuy
- Vuy, Jules (1815–1896), Schweizer Jurist, Schriftsteller, Historiker und Politiker
- Vuye, Hendrik (* 1962), belgischer Rechtswissenschaftler und Politiker